# Raf Pindi
Raf Pindi, nome d'arte di Raffaele Pindinelli, talvolta accreditato come Lando Muzio (Gallipoli, 29 ottobre 1893 – Milano, 30 novembre 1955), è stato un attore e militare italiano.
Ufficiale dell'Esercito italiano col grado di Maggiore del Reggimento Savoia Cavalleria, si dedicò al cinema e ai fotoromanzi negli anni dal 1937 al 1955.

## Biografia
Incline per vocazione giovanile al teatro, calca da giovane i palcoscenici di Puglia ma preferisce la carriera militare indossando la divisa di ufficiale del Reggimento Savoia Cavalleria . Il suo esordio cinematografico avviene nel 1937 nel film Condottieri di Luis Trenker, sostenendo la parte di Pedro ed assumendo lo pseudonimo di "Lando Muzio". Il Corriere della Sera nell'edizione del 2 ottobre 1937 annota: "Tra le facce nuove, Ethel Maggi e Lando Muzio (pseudonimo di Raffaele Pindinelli) sono particolarmente espressivi". Il film fu presentato alla Mostra del Cinema di Venezia del 1937 conquistando la coppa della direzione Generale dello Spettacolo.
Allo scoppio della seconda guerra mondiale, in qualità di ufficiale di cavalleria, partecipa alla campagna di Jugoslavia, rientrando in Italia nel giugno del 1941 e acquartierandosi con i suoi cavalleggeri a Lonigo (Vicenza). Col grado di maggiore comanda il secondo gruppo squadroni del Savoia Cavalleria al comando del colonnello Guglielmo Barbò di Casalmorano. Il 12 luglio dello stesso anno viene mobilitato con tutto il reggimento per la partenza sul fronte russo. Raffaele Pindinelli viene impegnato con i suoi squadroni in numerosi combattimenti durante tutto l'inverno e fino a marzo 1942, quando viene rimpatriato a causa di una grave infezione polmonare.
Congedatosi dall'esercito subito dopo la guerra, riprende l'attività di attore partecipando nel 1946 al film di Aldo Vergano Il sole sorge ancora, dove interpreta la parte di Guido, il padre di Laura. Questa pellicola neorealista sulla Resistenza ha ricevuto due Nastri d'argento.
Segue lo stesso anno Guglielmo Tell, un film d'avventura diretto da Giorgio Pàstina che lo chiama per il successivo lavoro drammatico Ho sognato il paradiso nel 1949, dove Pindinelli interpreta il ruolo del ragioniere colpito da infarto. Nel 1948 partecipa con Giulietta Masina e Carla Del Poggio al film Senza pietà diretto da Alberto Lattuada e con la sceneggiatura di Federico Fellini e Tullio Pinelli.
Tra il 1948 ed il 1949 partecipa alla lavorazione di almeno sette film al fianco, tra gli altri, di Vittorio Gasman, Aroldo Tieri ed Ernesto Calindri in Ho sognato il paradiso; al fianco di Marcello Mastroianni e Doris Duranti in Tragico ritorno. Compare in una miriade di fotoromanzi e nel 1952 ritorna sul set al fianco di Doris Duranti e di Arnoldo Foà nel film diretto da Giacinto Solito La storia del fornaretto di Venezia. Ancora con la Duranti partecipa al film La muta di Portici (1952).
Sotto la direzione di Gian Paolo Callegari partecipa al film I misteri della jungla nera (1954), e al suo sequel La vendetta dei Tughs (1954). A questo film segue Il tesoro del Bengala diretto da Gianni Vernuccio.
In Cheri-Bibi (Il forzato della Guiana), diretto da Marcello Pagliero, lavora al fianco di Arnoldo Foà, Gino Scotti, Ubaldo Lay e Lea Padovani.
L'ultimo film a cui prende parte, interpretando la parte del generale Bettini, è La rivale (1955), diretto da Anton Giulio Majano. Una tragica caduta da cavallo pone fine quello stesso anno, il 30 novembre, alla sua carriera di attore e di protagonista di fotoromanzi.

## Filmografia
- Condottieri, regia di Luis Trenker (1937)
- Il sole sorge ancora, regia di Aldo Vergano (1946)
- Guglielmo Tell, regia di Giorgio Pàstina (1948)
- Fantasmi del mare, regia di Francesco De Robertis (1948)
- Uomini senza domani, regia di Gianni Vernuccio (1948)
- Senza pietà, regia di Alberto Lattuada (1948)
- Gente così, regia  di Fernando Cerchio (1949)
- La mano della morta, regia di Carlo Campogalliani (1949)
- Ho sognato il paradiso, regia di Giorgio Pàstina (1949)
- La leggenda di Genoveffa, regia di Arthur Maria Rabenalt (1951)
- Trieste mia!, regia di Mario Costa (1951)
- Tragico ritorno, regia  di Pier Luigi Faraldo (1952)
- La storia del fornaretto di Venezia, regia di Giacinto Solito (1952)
- Ombre su Trieste, regia di Nerino Florio Bianchi (1952)
- La muta di Portici, regia di Giorgio Ansoldi (1952)
- I misteri della jungla nera, regia di Gian Paolo Callegari e Ralph Murphy (1954)
- La vendetta dei Tughs, regia di Gian Paolo Callegari e Ralph Murphy (1954)
- Il tesoro del Bengala, regia di Gianni Vernuccio (1954)
- Giudicatemi, regia di Giorgio Cristallini (1954)
- Cheri-Bibi (Il forzato della Guiana) (Chéri-Bibi), regia di Marcello Pagliero (1954)
- La rivale, regia di Anton Giulio Majano (1955)